# Masneroma
Masneroma is een geslacht van vliesvleugeligen uit de familie Eurytomidae. De wetenschappelijke naam van dit geslacht is voor het eerst geldig gepubliceerd in 1983 door Boucek.

## Soorten
Het geslacht Masneroma is monotypisch en omvat slechts de volgende soort:
- Masneroma angulifera Boucek, 1983